# Tabor City
Tabor City é uma cidade  localizada no estado norte-americano de Carolina do Norte, no Condado de Columbus.

## Demografia
Segundo o censo norte-americano de 2000, a sua população era de 2509 habitantes.
Em 2006, foi estimada uma população de 2625, um aumento de 116 (4.6%).

## Geografia
De acordo com o United States Census Bureau tem uma área de 7,6 km², dos quais 7,6 km² cobertos por terra e 0,0 km² cobertos por água.

## Localidades na vizinhança
O diagrama seguinte representa as localidades num raio de 24 km ao redor de Tabor City.